# Tavio Amorin
Octave Tavio Tobias Ayao Amorin, más conocido como Tavio Amorin (Lomé, 20 de noviembre de 1958-París, 29 de julio de 1992) fue un político socialista togolés. Dirigió el Partido Socialista Panafricano (PSP), un partido del ala izquierdista del movimiento prodemocracia contra el régimen unipartidista encabezado por el Presidente de la República Gnassingbé Eyadéma. El PSP tomó su inspiración ideológica del Partido Comunista Francés. Amorin fue asesinado por la policía togolesa en 1992.